# Cicha noc, śmierci noc III: Przygotuj się na najgorsze
Cicha noc, śmierci noc III: Przygotuj się na najgorsze (tytuł oryg. Silent Night, Deadly Night 3: Better Watch Out!) – amerykański film fabularny (horror) z 1989 roku, drugi sequel kontrowersyjnego horroru Cicha noc, śmierci noc (1984).
Film nakręcono w Dallas (Teksas, USA).

## Obsada
- Bill Moseley jako Richard "Ricky" Caldwell
- Laura Harring (w czołówce jako Laura Herring) jako Jerri
- Richard Beymer jako dr. Newbury
- Robert Culp jako Connely
- Samantha Scully jako Laura Anderson